# 사마가

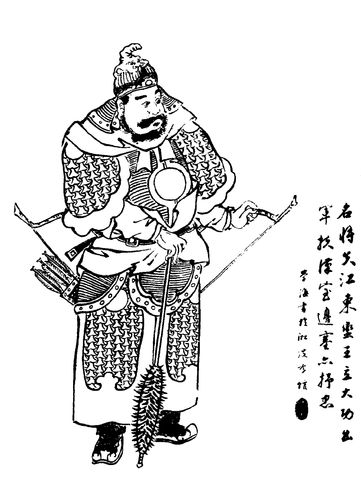

사마가(沙摩柯, 167년- 222년)는 중국 후한 말, 삼국 시대 사람이다.

## 생애
정사에서는 《삼국지》《오서》(吳書) 육손전(陸遜傳)에서만 이야기가 나온다. 촉한의 우방이었던 중국 주변민족의 왕으로 장무(章武) 2년(222년) 유비(劉備)를 수행하여 오나라 토벌에 참가했으나 이릉전투에서 촉군이 패할 때 전사했다.

## 《삼국지연의》에서의 사마가
사마가는 만왕(蠻王)으로 등장해 역사와 마찬가지로 오나라 토벌에 참가했다. 얼굴은 피가 몰려서인지 새빨간 얼굴이고, 벽안의 눈동자를 번뜩인 채, 철질여골타(鐵蒺藜骨朵)를 한손에 쥐고, 좌우의 옆구리에 궁(弓)을 낀 모습으로 출진했다.
호정(猇亭) 전투에서 오나라 장수 감녕(甘寧)의 머리를 화살을 쏘아 맞추고, 그를 죽음으로 몰아넣는 활약을 보였다.
일부 작품에서는 "사마가" (沙摩可)라고 표기하기도 한다.

## 같이 보기
- 삼국지 인물 목록

## 참고 문헌
일본위키 참고 문헌입니다.
- 진수. 〈육손전(陸遜傳)〉. 《三國志》 [삼국지] 58.
- 《三國志演義》 [삼국지연의].